# Бабир Олексій Олегович
Олексій Олегович Бабир (нар. 15 березня 1990) — український та російський футболіст, нападник.

## Біографія

### Клубна кар'єра
Олексій Бабир народився в Ленінградській області, але у ранньому віці переїхав до Сімферополя, де отримав українське громадянство. Вихованець сімферопольського Училища Олімпійського резерву (УОР) за яке виступав виступав в дитячо-юнацькій футбольній лізі України з 2003 по 2007 рік. Перший тренер — Ф. М. Булдан.
Влітку 2007 року потрапив у «Кримтеплицю» з Молодіжного, де головним тренером був Олександр Гайдаш. 19 червня 2007 року дебютував у складі команди в Першій лізі України у виїзному матчі проти київської «Оболоні» (3:1), Бабир вийшов на 63 хвилині замість Андрія Гайдаша. У листопаді 2007 року у складі команди виграв Кубок Кримтеплиці, а в лютому 2009 року на цьому турнірі став бронзовим призером. Також паралельно з грою за «Кримтеплицю» грав за місцевий «Спартак» у чемпіонаті Криму. 2007 року став чемпіоном Криму. В 2008 і 2009 році в складі «Спартака» вигравав Кубок мера Сімферополя. Бабир також провів за «Спартак» 1 матч в Кубку української ліги 2009 року.

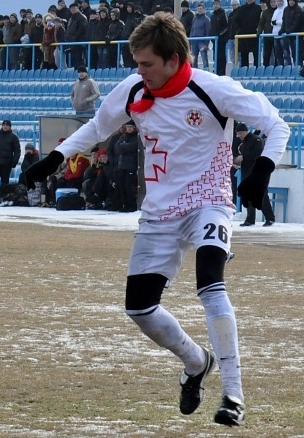
Олексій Бабир під час виступів за «Волинь».

Всього за «Кримтеплицю» виступав протягом двох з половиною років та зіграв за команду у Першій лізі в 63 матчах та забив 7 м'ячів, в Кубку України провів 5 матчів.
У лютому 2010 року побував на перегляді в краківській «Віслі». На початку квітня 2010 року був заявлений за луцьку «Волинь», до цього був на перегляді в цьому клубі. 3 квітня 2010 року дебютував у складі «Волині» у матчі проти «Фенікса-Іллічовця» (4:0), Бабир почав матч в основі, але на 58 хвилині був замінений на Євгена Павлова. У сезоні 2009/10 «Волинь» зайняла друге місце в Першій лізі, поступившись лише «Севастополю», вийшла в Прем'єр-лігу України. У Прем'єр-лізі дебютував 7 червня 2010 року в домашньому матчі проти луганської «Зорі» (0:1), Бабир вийшов у перерві замість Євгена Павлов. Незважаючи на те, що провів у команді понад три роки і був чистим нападником, Бабир не забив за луцький клуб жодного м'яча.
В кінці серпня 2013 року на правах оренди перейшов до ужгородської «Говерлу».
Після анексії Криму прийняв російське громадянство. Виступав за кримські «Скіф» і «Євпаторію» в аматорській «Прем'єр-Лізі Криму»
У березні 2016 року підписав контракт із білоруським «Граніт». У 13 матчах чемпіонату забив 3 голи за «Граніт». Наприкінці червня 2016 року розірвав контракт із  клубом з Мікашевич і перебрався до Росії, де грав за «Нафтохімік», «Волгар» та «Зірку» (Перм).
У липні 2020 року поїхав до Криму, став гравцем «Кримпетлиці», а в березні 2021 року перейшов до «ТСК-Таврія». З квітня по липень 2021 року виступав за латвійський «Ноа» (Юрмала), а після зняття клубу з чемпіонату повернувся до Сімферополя у ТСК. У першій половині 2022 року виступав за «Гвардієць», у серпні 2022 року приєднався до «Рубіна» (Ялта).

### Кар'єра в збірній
У вересні 2008 року був викликаний Юрієм Морозом в юнацьку збірну України до 19 років. 8 вересня 2008 року дебютував у складі збірної в товариському матчі проти Бельгії (2:0), Бабир вийшов в перерві і на 79 хвилині забив гол, замкнувши подачу з кутового. Цей матч став для нього єдиним за юнацьку збірну. Також Бабир викликався в студентську збірну України.
У листопаді 2010 року був викликаний Павлом Яковенком в молодіжну збірну України на матч проти Чехії. У цій грі він не зіграв. У серпні 2011 року взяв участь в турнірі пам'яті Валерія Лобановського. На турнірі він зіграв у двох іграх, у півфіналі зіграв у матчі проти Ізраїлю (3:0). У фіналі Україна поступилася Узбекистану (0:0 основний час і 7:8 по пенальті), в серії післяматчевих пенальті Бабир єдиний зі збірної не реалізував удар.

## Досягнення
- Срібний призер чемпіонату України в першій лізі: 2010